# Кфар-Рупин
Кфар-Рупин (ивр. כפר רופין‎) — кибуц в Израиле.
Находится на северо-востоке страны, в 5 км к юго-востоку от Бейт-Шеана. Региональный совет Эмек-ха-Мааянот. Кфар-Рупин был основан в 1938 году. Кибуц был создан по методу Стена и башня. На 2020 году в нём проживало около 531 жителей. Он занимает площадь около 4000 дунамов. В кибуце Кфар-Рупин находится Центр орнитологии, в котором из года в год зимуют перелетные птицы. Возле кибуца находится археологический памятник Тель-Цаф.
Киббуц назван в честь учёного и общественного деятеля Артура Руппина, который помогал развивать еврейские поселения в Эрец-Исраэль.

## Население
По данным Центрального статистического бюро Израиля, население на начало 2020 года составляло 531 человек.